# Okręg wyborczy North West Cambridgeshire
Okręg wyborczy North West Cambridgeshire powstał w 1997 r. i wysyła do brytyjskiej Izby Gmin jednego deputowanego. Okręg położony jest w północno-zachodniej części hrabstwa Cambridgeshire.

## Deputowani do brytyjskiej Izby Gmin z okręgu North West Cambridgeshire
- 1997–2005: Brian Mawhinney, Partia Konserwatywna
- 2005–2024: Shailesh Vara, Partia Konserwatywna
- 2024– : Sam Carling(inne języki), Partia Pracy[1]